# Arctornis ennomoides
Arctornis ennomoides är en fjärilsart som beskrevs av Walker 1862. Arctornis ennomoides ingår i släktet Arctornis och familjen tofsspinnare. Inga underarter finns listade i Catalogue of Life.